# 近藤良一
近藤 良一（こんどう りょういち、1937年3月13日  - 2015年2月22日）は、日本の僧侶・哲学者・仏教学者。専門はインド哲学・仏教学。苫小牧駒澤大学2代学長。
号は「近藤聖欣」。駒澤大学名誉教授・曹洞宗北大寺住職だった人物。札幌市生まれ

## 経歴
- 1955年北海道札幌北高等学校卒業
- 1959年北海道大学文学部卒業
- 1965年北海道大学大学院文学研究科博士課程単位取得満期退学
- 1965年岩見沢駒澤短期大学専任講師（宗教学担当）
- 1972年駒澤大学北海道教養部助教授 （宗教学担当）
- 1979年駒澤大学北海道教養部教授 （宗教学担当）
- 1984年駒澤大学北海道教養部教務課長[3]
- 1989年曹洞宗北大寺住職に就任
- 1991年駒澤大学北海道教養部図書館長[3]
- 1999年駒澤大学退職。同名誉教授
- 2000年苫小牧駒澤大学国際文化学部教授（宗教学担当）
- 2002年苫小牧駒澤大学学長・学校法人駒澤大学理事・評議員に就任
- 2004年急病により同学長を辞任
- 2006年苫小牧駒澤大学定年退職[4]。駒沢看護保育福祉専門学校招聘講師（～2011年）、NHK文化センター札幌教室講師、道新文化センター講師[5]。

関稔とは同じ師を持つ同門で、急病により同学長を辞任し、後輩に学長職を引き継いでもらった。

## 著書
- 『中国思想辞典』（分担執筆, 1984年, 研文出版）
- 『寺院名刹大辞典』（分担執筆, 1990年, 雄山閣）
- 『海上物語の研究』（1990年, 近思文庫）
- 『禅苑蒙求』（東豐書店, 1991年）
- 『宋重刊古尊宿語録 上下巻』（編著, 棱伽林, 1992年）
- 木村晟ほかと共編『西来寺蔵仮名書き法華経・影印編』（棱伽林, 1993年-94年）

などがある。

### 論文
- INBUDS>近藤良一